# Dennis Brown (musicien)
Pour les articles homonymes, voir Dennis Brown et Brown.
Dennis Emmanuel Brown est un auteur-compositeur-interprète jamaïcain de reggae, né le 1er février 1957 à Kingston (Jamaïque) et décédé le 1er juillet 1999 dans la même ville.

## Biographie

### Enfance
Dennis Emmanuel Brown naît le 1er février 1957 au Jubilee Hospital de Kingston. Il grandit sur Orange Street, au cœur de l’activité musicale jamaïcaine. Son père, Arthur Brown, est scénariste et acteur de théâtre et de la télévision. Son frère, Basil Brown, joue le personnage de Man Man dans la très populaire série radiophonique Life in the Hopeful Village.

### Débuts
Dennis commence à chanter dès l'âge de cinq ans et fréquente l'Alpha Boys' School de Kingston. En 1966, alors qu'il n'a que neuf ans, il donne son premier concert, à l’école pour filles de Woolmers High. À onze ans, il rejoint le groupe The Fabulous Falcons, dans lequel figurent Cynthia Richards, Scotty et Noel Brown. Byron Lee le remarque lors du West Kingston Charity Ball au National Arena de Kingston et l'emmène en tournée à travers l'île avec ses Dragonaires. Le jeune Dennis apparaît également en première partie de Miriam Makeba et Adam Wade. Grâce à Byron Lee, il rencontre Derrick Harriott pour qui il enregistre une de ses compositions, Lips of Wine. Le producteur ne sort pas tout de suite le single, Dennis s'impatiente et décroche une audition au Studio One de Clement « Sir Coxsone » Dodd en 1969.
Studio One est alors le lieu le plus important de la production musicale jamaïcaine. En deux jours, Dennis y enregistre une trentaine de titres. Son premier single, une reprise des Van Dykes intitulée No Man Is An Island sort en fin d'année et suscite peu d'intérêt pendant plusieurs mois, mais devient peu à peu un grand succès. Dans la foulée de ce tube, Coxsone produit en 1970 plusieurs singles issus de la même session, tels que Never Fall in Love, Love Grows et Your Love is Amazing, puis compile les morceaux que Dennis a enregistré pour lui sur deux LP : No Man Is An Island et If I Follow My Heart.

### «Wonder Boy»
En 1971, Dennis Brown quitte Studio One et rencontre à nouveau le succès avec le titre Baby Don't Do It, produit par Lloyd the Matador. À quatorze ans, on le surnomme alors « Wonder Boy ». Pendant deux années, il collabore avec les meilleurs producteurs de l'île, tels que Alvin Ranglin, Joe Gibbs, Lloyd Daley, Vincent « Randy » Chin et son fils Clive, Dennis Alcapone, Bunny Lee, Herman Chin-Loy et Munchie Jackson. En parallèle de sa carrière solo, il continue de chanter au sein des Fabulous Falcons, mais également avec le groupe The Soul Syndicate.
En 1972 sort le single If I Had the World, produit par Prince Buster. La même année, il reprend le Black Magic Woman de Fleetwood Mac pour Phil Pratt, qui produit également les titres Let Love In et What About The Half. En juin, il se produit au National Arena de Kingston avec Junior Walker and the All Stars et Nina Simone. En septembre, il place cinq singles dans les charts jamaïcains, dont deux dans le top 10 (l'un est en première place). Cette année-là, il rafle trois prix du chanteur le plus prometteur de l'île. À la fin de l'année, il retourne travailler avec Derrick Harriott, qui produit son album Super Reggae and Soul Hits, où se côtoient titres originaux et reprises. L'album est un gros succès dans l'île. En 1973, il coproduit avec Sydney Crooks un album intitulé Superstar et adhère à la communauté rasta des Douze tribus d'Israël.
En 1974, il enregistre pour Joe Gibbs et Winston « Niney The Observer » Holness, puis part pour l'Angleterre afin de participer au prestigieux Jamaican Showcase National Tour avec les Maytals, Dennis Alcapone, Cynthia Richards et Skin, Flesh and Bones. L'accueil du public est tellement bon qu'il décide d'enchaîner sur une tournée anglaise de trois mois accompagné par le groupe londonien The Cimarons, alors qu'en Jamaïque sortent les albums Just Dennis (dans lequel il affirme sa toute nouvelle foi rasta), produit par Niney, et The Best of Dennis Brown, produit par Gibbs. De retour en Jamaïque, à l'été 1975, il reprend sa collaboration avec Niney, qui produit l'année suivante l'album Deep Down et sa version dub, Sledgehammer Dub in the Streets of Jamaica, alors que le single Have No Fear est un énorme succès populaire.

### Succès international
En 1977 paraissent deux albums, qui deviendront les disques les plus célèbres de Dennis Brown. Le premier, Visions of Dennis Brown, sort en février sur le label de Joe Gibbs. Au Royaume-Uni, bien qu'il soit uniquement disponible en import pendant plus d'un an, donc plus cher que le prix standard, l'album reste vingt mois dans les charts reggae. Wolf and Leopards, qui inaugure en mai 1977 le propre label de Dennis Brown, DEB (ses initiales), qu'il vient de créer, réitère presque l'exploit de son prédécesseur en restant presque un an dans les charts britanniques de reggae. Les Jamaïcains, déçus par l'exil londonien de Bob Marley et par ses albums au son trop « rock » pour eux, donnent au jeune Dennis Brown (vingt ans seulement et déjà neuf albums) le titre de « Prince couronné du reggae » (Crown Prince of Reggae). Il devient la coqueluche de l'île. Même le roi du reggae le cite comme son chanteur favori. Désormais producteur grâce à son label DEB, Dennis Brown fait profiter de sa renommée ses amis tels que Al Campbell, Gregory Isaacs et Junior Delgado.
En 1978, il enregistre pour Joe Gibbs une nouvelle version de son titre de 1972 Money In My Pocket, qui sort en Angleterre pour le Carnaval de Notting Hill et obtient un immense et immédiat succès, grimpant jusqu'à atteindre la quatorzième place des charts anglais en mars 1979. Pour le chanteur, ce tube est la percée qu'il attendait pour rattraper Bob Marley au niveau international. Pour profiter de ce succès, il emménage à Londres, sort sa première compilation (Westbound Train) et réédite dès l'année suivante Deep Down sous le nom de So Long Rastafari. Il enregistre également les albums Words of Wisdom (Joe Gibbs) et Joseph's Coat of Many Colours (DEB), qui ne rencontrent pas le succès escompté. De même, l'année suivante, Spellbound ne se vend pas assez. En fait, Money in My Pocket aura plutôt été l'apogée de sa carrière et le point de départ d'un long déclin.

### Années 1980 et 1990
Dennis Brown signe avec A&M Records, emménage à Londres et fonde un nouveau label, Yvonne's Special (du nom de sa femme). De son contrat avec A&M résultent trois albums internationaux qui flirtent avec la pop et inquiètent son public (Foul Play, Love Has Found Its Way et The Prophet Rides Again). La musique jamaïcaine a changé et il semble que le chanteur ait du mal à trouver sa place. Pourtant ses albums auto-produits (More et son discomix Stagecoach Showcase, Yesterday, Today and Tomorrow, Satisfaction Feeling, Wake Up et surtout Revolution), qui ne sortent qu'en Jamaïque, se maintiennent à un niveau honorable, grâce aux rythmiques numériques que lui composent Sly and Robbie.
En 1985, il cesse de s'auto-produire et fait appel aux producteurs Prince Jammy (History et Slow Down), Sly and Robbie (Brown Sugar) puis Delroy Wright (Hold Tight). Peu convaincu, le public raconte qu'il aurait sombré dans la drogue. Quelques années plus tard, c'est même sa foi rasta qui sera remise en question (lorsqu'il commencera à porter des boucles d'oreilles).
Durant l'été 1989, il revient sur le devant de la scène grâce au duo avec Gregory Isaacs Big All Around, produit par Gussie Clarke. En 1991, il crée la surprise avec un album qui sort du lot : Victory is Mine, produit par Leggo Beast. Durant les années 1990, il continue d'enregistrer un à deux albums par an, sans plus jamais retrouver le niveau et le succès des années 1970. Il se produit régulièrement sur la scène du Festival Reggae Sunsplash, à Montego Bay.
En mai 1999, au cours d'une tournée avec Gregory Isaacs, Max Romeo et Lloyd Parks, il est arrêté au Brésil pour possession de drogues. À son retour, il tombe malade et souffre de troubles respiratoires. Le 30 juin, il est hospitalisé en urgence au University Hospital de Kingston pour un arrêt cardiaque. Il meurt le lendemain d'un affaissement du poumon.
Bien que Dennis Brown n'ait jamais véritablement atteint la reconnaissance internationale, il a toujours bénéficié du soutien des Jamaïcains, qui lui excusèrent beaucoup, de ses albums à tendance pop (chez A&M) à son penchant pour la cocaïne. Le chanteur a néanmoins toujours démenti toucher aux drogues dures.

## Postérité
Le prince couronné du reggae laisse derrière lui 78 albums sur 37 labels différents, sans compter les nombreuses compilations, ainsi que treize enfants. Connu pour sa gentillesse et son ouverture sur les autres, il a influencé le reggae comme seul Bob Marley a réussi à le faire. De nombreux artistes le citent aujourd'hui comme une référence, de Barrington Levy à Richie Stephens, en passant par Junior Reid, Frankie Paul et Luciano, mais aussi Maxi Priest et Drummie Zeb. Son label DEB Records a établi le style lover’s rock au Royaume-Uni et lancé la carrière d'un certain nombre d'artistes, telles que la chanteuse de Soul II Soul, Caron Wheeler.
Le premier anniversaire de sa mort est célébré par Johnny Osbourne, Half Pint, Mickey Jarrett et Delano Tucker, à l'occasion d'un grand concert organisé à Brooklyn.
En 2000, le chanteur de ragga français Nuttea reprend deux de ses titres et les traduit en français (Get to Love In Time et Stay at Home (aka Ghetto Girl) devenus respectivement Trop peu de temps et Elle vit sa vie) sur son album Un signe du temps. En 2001 a été créée la Dennis Emanuel Brown Trust. Cette fondation a pour objectif d'entretenir la mémoire du prince du reggae et de procurer des instruments de musique à de jeunes Jamaïcains. La fondation attribue chaque année une bourse à des étudiants de 10 à 12 ans.
Le groupe américain The Mountain Goats s'est inspiré de la mort de Dennis Brown en 2005 pour sa chanson Song for Dennis Brown, extraite de l'album The Sunset Tree. La même année, le chanteur jamaïcain George Nooks, qui avait travaillé avec Brown en tant que DJ sous le nom de Prince Mohamed, a enregistré un album de reprises intitulé George Nooks Sings Dennis Brown: The Voice Lives On.

## Influences
Au journaliste Stan E. Smith, qui lui demandait sa plus grande influence dans son style de chant, Dennis Brown cita Delroy Wilson.
Pour son frère et manager Leroy Clarke, Brown était inspiré par les pionniers du rhythm and blues américain et plus particulièrement par Nat King Cole.
Il citait également souvent Alton Ellis, pour lequel il a été choriste dans sa jeunesse (sur Sunday Coming et Your Heart Will Pay) et dont il a repris plusieurs titres (If I Follow My Heart, When I'm Down, Ain't That Loving You, Girl I've Got A Date et How Can I Leave You).

## Discographie

### Albums solo
- 1970 - No Man Is An Island
- 1971 - If I Follow My Heart
- 1972 - Super Reggae and Soul Hits
- 1973 - Superstar
- 1975 - Just Dennis
- 1975 - The Best of Dennis Brown (réédité en 1980 sous le nom The Best of Dennis Brown Part 1, puis en 1982 sous le nom Smile Like An Angel)
- 1976 - Deep Down (réédité en 1979 sous le nom So Long rastafari, puis en 1987 sous le nom My Time)
- 1977 - Visions of Dennis Brown
- 1977 - Wolf and Leopards
- 1979 - Words of Wisdom
- 1979 - Joseph's Coat of Many Colours (réédité en 2002 sous le nom The Promised Land)
- 1979 - Live at Montreux
- 1980 - Spellbound
- 1981 - Foul Play
- 1982 - Love Has Found It's Way
- 1982 - More
- 1982 - The Best of Dennis Brown Part 2
- 1982 - Yesterday, Today and Tomorrow
- 1983 - Satisfaction Feeling
- 1983 - The Prophet Rides Again
- 1984 - Love's Gotta Hold on Me
- 1984 - Rare Grooves Reggae Rhythm and Blues Vol 2
- 1985 - Wake Up
- 1985 - Revolution
- 1985 - History
- 1985 - Slow Down
- 1986 - Brown Sugar
- 1986 - Hold Tight
- 1987 - In Concert
- 1988 - Inseparable
- 1989 - Good Vibrations
- 1990 - Over Proof
- 1990 - Unchallenged
- 1991 - Victory Is Mine
- 1992 - Another Day in Paradise
- 1992 - Beautiful Morning
- 1992 - Blazing
- 1992 - Friends for Life
- 1993 - Cosmic Force
- 1993 - The General
- 1993 - It's The Right Time (réédité en 2002 sous le nom Trilogy)
- 1994 - Light My Fire
- 1996 - Milk and Honey
- 1997 - Got to Have Loving
- 1999 - Bless Me Jah
- 1999 - sings Hits from Studio One
- 2000 - sings Reggae Hits
- 2000 - Let Me Be the One
- 2000 - Academy (Live at the Brixton Academy, London, October, 1985)

### Collaborations
- 1977 - Dennis Brown meets Harry Hippy (avec Harry Hippy)
- 1978 - Two Bad Superstars (avec Gregory Isaacs)
- 1981 - Zion High (avec Ranking Joe et Black Uhuru, réédité en 2003)
- 1984 - Judge Not (avec Gregory Isaacs)
- 1985 - Reggae Super Stars Meet (avec Horace Andy)
- 1985 - Wild Fire (avec John Holt)
- 1987 - So Amazing (avec Janet Kay)
- 1989 - No Contest (avec Gregory Isaacs)
- 1994 - Three Against War (avec Tristan Palmer et Beenie Man)
- 1994 - Blood Brothers (avec Gregory Isaacs)

### Remixes
- 1976 - Sledgehammer Dub In The Streets Of Jamaica (Version dub de Deep Down par Niney the Observer)
- 1982 - Stagecoach Showcase (Discomix de More)
- 1995 - Observer Attack Dub (Version dub de Deep Down par Niney the Observer)
- 2001 - dennis brown in dub (Version dub de Just Dennis et Deep Down par King Tubby)

### Compilations
- 1978 - Westbound Train (compilation de Just Dennis et  Deep Down avec trois inédits, éditée en France sous le nom Africa)
- 1981 - Money in My Pocket (compilation de Super Reggae & Soul Hits et Just Dennis, rééditée en 2001)
- 1983 - The Best of Dennis Brown (compilation de Visions, Joseph's Coat of Many Colours, Words of Wisdom et The Best of Dennis Brown Part 2)
- 1992 - Some Like It Hot (compilation de Just Dennis et  Deep Down)
- 1992 - Go Now (compilation avec deux inédits, rééditée en 1995 sous le nom If I Didn't Love You puis en 1999 sous le nom In the Mood)
- 1993 - Classic Gold (compilation de titres datant de 1975 à 1984)
- 1993 - Musical Heatwave (compilation de titres datant de 1972 à 1975)
- 1993 - The Prime of Dennis Brown (compilation de titres datant de 1977 à 1982)
- 1994 - The Best of the Rest Of Dennis Brown (compilation de titres datant de 1974 à 1992)
- 1994 - Early Days of Dennis Brown (compilation regroupant tous les titres de Wolf and Leopards et Deep Down)
- 1994 - The Dennis Brown Collection (compilation de titres datant de 1972 à 1984)
- 1995 - Open The Gate - Greatest Hits Vol 2 (compilation de Just Dennis, Deep Down et Wolf and Leopards)
- 1995 - Africa (compilation de titres datant de 1976 à 1985)
- 1995 - Best of Dennis Brown Vol 2 - Travelling Man (compilation de titres datant de 1974 à 1992)
- 1995 - Joy in the Morning (compilation de titres datant de 1976)
- 1996 - Dennis (compilation de Just Dennis, Deep Down et Two Bad Superstars)
- 1997 - Crown Prince of Reggae (compilation de titres datant de 1970 à 1978)
- 1998 - Tracks of Life (compilation de titres datant de 1972 à 1985)
- 1998 - The Prime of Dennis Brown (compilation de Super Reggae and Soul Hits, Just Dennis et Deep Down, avec six inédits)
- 1999 - Greatest Hits (compilation de titres datant de 1970 à 1985)
- 1999 - Lovers Paradise (compilation de titres datant de 1978 à 1984, avec deux inédits)
- 2000 - The Crown Prince (compilation de titres datant de 1972 à 1975)
- 2000 - The Ultimate Collection (compilation de titres datant de 1974 à 1982)
- 2000 - The Golden Years (compilation de titres datant de 1971 à 1982)
- 2000 - Sweet Memories (compilation de titres datant de 1974 à 1993)
- 2001 - Archives (compilation de titres datant de 1972 à 1979)
- 2001 - Anthology - Money In My Pocket (compilation de titres datant de 1970 à 1995)
- 2001 - The Prime of Dennis Brown (compilation de titres datant de 1974 à 1987)
- 2001 - Absolutely The Best Of Dennis Brown - The King Of Lover's Rock (compilation de titres datant de 1974 à 1979)
- 2001 - Reggae Best (compilation de titres datant de 1974 à 1978)
- 2001 - Most Famous Hits (compilation de titres datant de 1978 à 1984)
- 2002 - Emmanuel (compilation comprenant l'intégralité de Wolf & Leopards, ainsi que des titres de Words Of Wisdom, The Best of Dennis Brown Part 2 et Love's Gotta Hold On Me)
- 2003 - Crown Prince - The Best Of Dennis Brown (compilation de titres datant de 1972 à 1984)
- 2004 - Conqueror : An Essential Collection (compilation de titres datant de 1974 à 1978, avec l'intégralité de Live at Montreux))
- 2006 - Africa (compilation de titres datant de 1974 à 1981)
- 2007 - Lips of Wine (compilation de titres datant de 1972 à 1985)
- 2007 - The Best of the Joe Gibbs Years (compilation de titres datant de 1977 à 1986)
- 2008 - A Little Bit More : Joe Gibbs 12" Selection 1978-1983 (compilation de titres datant de 1978 à 1983)
- 2009 - The Best of Dennis Brown - The Niney Years (compilation de Just Dennis, Wolf & Leopards et Spellbound)
- 2010 - Reggae Sensation!
- 2010 - The Crown Prince of Reggae (compilation de titres datant de 1972 à 1985)
- 2011 - Dennis Brown at Joe Gibbs (coffret de quatre disques dont les albums Visions Of Dennis Brown et Words of Wisdom et Love's Gotta Hold on Me)
- 2011 - Tribulation Times (compilation de Visions of Dennis Brown, et Wolf & Leopards)

### Productions d'autres artistes
- 1978 - Artistes divers - Black Echoes (DEBLP 2)
- 1978 - DEB Players - Umoja Love And Unity (DEBLP 3)
- 1978 - Gregory Isaacs - Mr. Isaacs (DEBLP 4)
- 1978 - Junior Delgado - Taste of the Young Heart (DEBLP 5)
- 1978 - DEB Players - 20th Century DEB-Wise (DEBLP 6)
- 1978 - Al Campbell - Showcase (DEBLP 7)
- 1979 - Artistes divers  - House Of DEB (DEBLP 8)
- 1979 - DEB Music Players - DJ Tracking (DEBLP 9)
- 1979 - Junior Delgado - Effort (DEBLP 10)
- 1981 - Junior Delgado - More She Love It (YS 01)
- 1982 - Junior Delgado - Bush Master Revolution (HBLP 001)
- 1985 - Various Artists - 4 Star Showcase (RSLP 1)
- 19?? - Various Artists - Return to Umoja